# Aṣu-šu-namir
Aṣu-šu-namir (Aussprache Asuschunamir, Sein Auftritt ist glänzend) gehörte als Lustknabe und Kultdiener in der mesopotamischen Mythologie zu den geschlechtsneutralen Personen (Assinnu). Im Mythos Ištars Höllenfahrt erhält Aṣu-šu-namir von Ea den Auftrag, in das Totenreich Kurnugia zu gehen, um Ištar die Rückkehr in das Land der Lebenden zu ermöglichen. 

„Geh, Aṣu-šu-namir, wende dich dem Tor des Kurnugia zu, die sieben Tore des Kurnugia sollen geöffnet werden vor dir, Ereškigal soll dich sehen und sich freuen über deine Anwesenheit.“

Hintergrund für die Erschaffung von Aṣu-šu-namir ist die Rettung Ištars aus Kurnugia, da seit ihrem Abstieg im Land der Lebenden keine Fortpflanzung mehr möglich ist. Aṣu-šu-namir gelingt es mit einer List, Ereškigal zur Herausgabe Ištars zu bewegen, die nach ihrer Rückkehr in das Land der Lebenden die alten Zustände wiederherstellen kann.
Da Aṣu-šu-namir seit diesem Mythos nicht mehr in weiteren Texten bezeugt ist, wurde er wahrscheinlich nach Erledigung seines Auftrags wie Saltum wieder entfernt.  